# Лонжек (Підкарпатське воєводство)
Лонжек (пол. Łążek) — село в Польщі, у гміні Заклікув Стальововольського повіту Підкарпатського воєводства.
Населення — 77 осіб (2011).
У 1975-1998 роках село належало до Тарнобжезького воєводства.

## Демографія
Демографічна структура станом на 31 березня 2011 року:
|          | Загалом | Допрацездатний вік | Працездатний вік | Постпрацездатний вік |
| -------- | ------- | ------------------ | ---------------- | -------------------- |
| Чоловіки | 37      | 4                  | 29               | 4                    |
| Жінки    | 40      | 7                  | 19               | 14                   |
| Разом    | 77      | 11                 | 48               | 18                   |